# Storia dei Jin
La Storia dei Jin (zh 金史T, 金史S, Jīn ShǐP, lett. "Storia di Jin") è una delle opere storiche cinesi ufficiali conosciute come Ventiquattro Storie (zh 二十四史S, Èrshísì ShǐP). Commissionato dalla corte della dinastia Yuan (1271–1368), di etnia mongola, secondo la tradizione politica, il testo fu finalizzato nel 1344, sotto la direzione di Toqto'a (Tuotuo).
La compilazione formalizzava la storia ufficiale della Dinastia Jīn (1115-1234) di etnia Jurchen, attestatasi nella Cina del Nord a discapito della precedente dinastia Liao (907-1125) di etnia Kitai.

## Compilazione
Sebbene la Dinastia Jīn fosse stata distrutta dai mongoli nel 1234 (v.si Campagna mongola contro i Jin), l'iniziativa di scriverne una storia dinastica in accordo con le tradizioni politiche cinesi fu considerata solo durante il regno Kublai Khan (1260-1294), che aveva deciso di abbracciare le norme politiche cinesi ed avrebbe fondato, nel 1271, la dinastia Yuan. Già nel 1261 fu discussa per la prima volta l'idea di compilare la storia delle due dinastie che s'erano avvicendate nel dominio sulla Cina del Nord (e dei territori limitrofi - v. Kara Khitay) prima dei gengiscanidi: i Jīn e i Liao. Quando Kublai ebbe sottomesso anche la Dinastia Song meridionale (v.si Campagna mongola contro i Song), il progetto fu ripreso ed ampliato comprendendo, oltre a Jīn e Liao, anche i Song.
Si tratto, nell'insieme, di un'opera molto controversa. Molti studiosi cinesi dell'epoca sostenevano infatti che le dinastie Liao e Jīn, in quanto "barbare" poiché di etnia non-Han (cinese), non meritassero una propria storia ufficiale, e postularono che la storia dei Liao e dei Jīn dovessero essere registrata come appendice alla storia ufficiale dei Song di etnia Han. Tale dibattito s'inquadrò nella più ampia disputa tra la volontà della corte Yuan, di etnia mongola, e gli studiosi/cortigiani han al servizio della stessa, motivata dalla teoria politica cinese, criticata dai mongoli, secondo cui solo una dinastia alla volta poteva essere considerata legittima. Causa questa disputa tra due diverse culture politiche, le storie dei Jīn dei Liao e dei Song che i mongoli avevano sconfitto e spodestato per garantirsi il controllo sulla Cina (v.si Conquista mongola della Cina), non furono ufficialmente compilate fino al 1343-1344, regnante Toghon Temür (imperatore Huizong 惠宗S, HuìzōngP, r. 1333-1368), ultimo sovrano degli Yuan,quando il progetto editoriale passò al capo consigliere di vedute filo-cinese Toqto'a. Nella sua forma finale, questo progetto ha concesso al desiderio della corte Yuan di trattare i Liao, Jīn e Song come dinastie ugualmente legittime.
La commissione imperiale incarica della redazione delle storie ufficiali fu ufficializzata solo nel 1343 e comprendeva, oltre al sopracitato Toqto'a in qualità di supervisore, una squadra di sei compilatori, tra cui lo studioso Ouyang Xuan quale capo-compilatore. I lavori furono a quel punto completati in poco più di un anno.
Per il suo materiale, la Storia dei Jin ha attinto in gran parte ai documenti storici dei Jīn , mentre gli eventi dei suoi ultimi anni sono stati ricostruiti attingendo in gran parte alle opere private e ai documenti di studiosi come Yuan Haowen, Liu Qi, Yang Huan, ecc.
L'imperatore Qianlong (r. 1735-1796) della dinastia Qing (anch'essa di etnia Jurchen e nota anche come dinastia Jīn posteriore), grande patrono delle arti, promosse una revisione critica della Storia dei Jin utilizzando la lingua mancese per correggere le trascrizioni in caratteri cinesi incoerenti ed errate dei nomi mongoli riportativi. Questo progetto editoriale prese il nome di 欽定遼金元三史國語解S, lett. "Compilazione imperiale delle tre storie di Liao, Jin e Yuan spiegate nella lingua nazionale". Le correzioni di Qianlong finirono per aggravare gli errori e peggiorare ulteriormente la trascrizione di alcune parole straniere nella Storia dei Jin. Il missionario e sinologo Marshall Broomhall (1866-1937) definì questo lavoro «così poco scientifico che le edizioni K'ien-lung delle storie di Liao, Jin e Yüan sono praticamente inutili», mentre toccò al sinologo Emil Bretschneider (1833-1901) dimostrare l'erroneità di tutte quante le etimologie dell'edizione Qianlong.
Sempre durante l'Era Qing, la Storia dei Liao fu tradotta in mancese come ᠠᡳᠰᡳᠨ
ᡤᡠᡵᡠᠨᡳ
ᠰᡠᡩᡠᡵᡳ, (Wylie) Aisin gurun i suduri, (Möllendorff) Aisin gurun i suduri.

## Contenuto
La Storia di Jin contiene un totale di 135 rotoli, o capitoli, così suddivisi:
- 19 Annali o biografie imperiali (本紀) che descrivono in dettaglio la vita degli imperatori Jīn;
- 39 Trattati (志) dettaglianti fatti di storia economica e sociale durante il periodo;
- 4 Tabelle cronologiche (表); e
- 71 Biografie (列傳) descriventi la vita di personaggi celebri del tempo.

All'interno degli Annali, il volume n. 1 contiene una descrizione dei documenti ancestrali del clan Wanyan, fondatore della dinastia, la sua origine in seno ai popoli Heishui Mohe della Manciuria Esterna e le sue figure ancestrali, tra cui Hanpu, Wugunai, Shilu, Helibo e Wuyashu. Il sinologo Tillman spiega lo sfondo di questo volume in inglese. Il volume n. 19 include alcune delle prime figure della dinastia Jīn a cui furono dati titoli postumi, tra cui Wanyuan Zongjun 完颜宗峻 († 1124), Wanyan Zongyao 完顏宗堯 (1096-1135) e Wanyan Yungong 完颜允恭 (1146-1185).
All'interno dei Trattati, i volumi 25-26 descrivono le divisioni geografiche dell'impero Jīn, organizzate dalla divisione amministrativa di livello primario del circuito (路). La sezione Finanza ed economia (食貨) comprende i volumi 46–50. La selezione dei funzionari (選舉) comprende i volumi 51–54. Le Poste ufficiali (百官) sono descritte nei volumi 55–58. Il volume 57 descrive il sistema sociale Miŋgan Moumukə 猛安謀克 degli Jurchen, al cui vertici si trovava Aguda in qualità di du begile 都勃極烈 o capo supremo (come asserito nel volume n. 2). Le biografie di un certo numero di capi tribali o begile 勃極烈 sono fornite nel volume n. 76.
Una caratteristica insolita del testo rispetto ad altre storie standard sono le descrizioni tabulari della comunicazione con gli stati vicini (交聘) nei volumi 60-62.
Un elenco di 125 parole in lingua Jurchen trascritte in caratteri cinesi si trova nel Jin Guoyu Jie (金國語解S, lett. "Spiegazione della lingua nazionale dei Jin"), un'appendice del volume n. 135 della Storia dei Jin. Il sinologo Alexander Wylie (1815-1887) ne fornì una traduzione sia in inglese sia in mancese nel 1855. Le Ricerche sulle origini manciù contenevano un elenco di correzioni delle parole Jurchen trascritte trovate nel volume n. 135, corrette in mancese, trovate nel volume n. 18.